# Encomienda
Encomienda (špansko: [enko 'mjenda]) je bil pravni sistem, ki je temeljil na  odnosu odvisnosti. Izvira iz Španije v času Rimskega cesarstva, kjer so močnejši ščitili šibkejše v zameno za usluge. Kasneje je bil podoben sistem uporabljen med Špansko kolonizacijo Amerik in Filipinov, španski monarh je namreč španskemu kolonizatorju dodelil določeno število Indijancev, ki jih je moral varovati.

## Evropski srednji vek
Izvor besed encomienda in encomendero (tisti, ki je prejel encomiendo) se skriva v španskem glagolu encomendar, ki pomeni “zaupati (komu kaj)”. Encomienda je v srednjem veku temeljila na instituciji Rekonkviste, kjer so tako imenovani “adelantados” prejeli pravico, da od Muslimanov ali drugih kmetov z območij, ki so jih osvojili, zahtevajo dajatve. 

## Cerkev
Z besedo encomienda je poimenovan tudi začasen prenos oblasti z enega cerkvenega funkcionarja na drugega, tako imenovanega comendadorja, ki je ta položaj zasedal dokler prvega ni tudi uradno nasledil novi cerkveni funkcionar.

## Encomienda v Ameriki

### Izvor
Ko je Kolumb prispel v La Españolo, je odkril nahajališča zlata. Da bi ga pridobil kar največ je uveljavil davek, v skladu s katerim mu je moral vsak Indijanec, starejši od 14 let Kolumbu vsake tri mesece prinesti za približno četrtino čajne žličke zlata. 
Tisti Indijanci, ki pa niso živeli v bližini rudnikov, so davek plačevali v obliki arrobe (približno 11 kg) bombaža. Hernando Colón v svojem delu Historia del Almirante trdi, da je Kolumb nove teritorije vedno osvajal v imenu Katoliških monarhov. Ko je leta 1500 v Novi svet prispel preiskovalni sodnik Francisco Bobadilla, je Kolumba aretiral, sam pa je izkoristil nestrinjanje kolonzatorjev s Kolumbovo politiko ter jim v zameno za njihovo podporo v boju proti Almirantu ponudil indijance ter zemljo. Francisco de Bobadilla je bil imenovan za guvernerja in si je prilastil Kolumbovo palačo ter vso drugo lastnino na Santo Domingu. Bobadillo je kasneje zamenjal Nicolás de Ovando. Kolumb je izdal ukaz v skladu s katerim bi morali kolonizatorji polovico vsega zlata, ki so ga pridobili, predati Kroni, vendar pa tega zakona ni upošteval nihče dokler Ovando ni količine zmanjšal na eno petino. 
Leta 1503 je Ovando pisal Katoliškima monarhoma in ju prosil za navodila v zvezi s spreobrnitvijo indijancev v krščansko vero, saj je ta postopek želel izpeljati tako, da bi bili indijanci podvrženi kar najmanjši prisili. Kot je svoj načrt opisal Ovando, naj indijanci ne bi živeli razpršeno in primitivno, temveč “bi se združili v vasi, tako kot so v njih združeni ljudje, ki prebivajo v [španskih] kraljestvih”. Prizadeval si je tudi za porast medrasnih zakonov da bi pospešil proces civilizacije in kristjanizacije indijancev . 
Razdeljevanje indijancev med kolonizatorje je bilo v Ameriki uzakonjeno z Real Provison 20. Decembra 1503. Kljub temu pa od leta 1505 naprej Nicolás de Ovando, ki je bil največji encomendero alkantarskega reda, indijancev ni več razdeljeval, temveč jih je pričel dodeljevati. Encomienda je v teoriji regulirala recipročnost odnosa med encomenderom (prejemnikom encomiende) in encomendadom (Indijancem, ki mu je služil) zaradi česar je to postala stalna praksa v Novem svetu.   
Da bi se izognili zlorabam in ponovni vzpostavitvi srednjeveškega sistema, ki je bil odpravljen leta 1509, je Krona določila, da encomienda ni v stalni lasti kolonista ter da mu indijanci lahko služijo največ dve leti . Poglavarji plemenskih skupnosti so pobirali Indijanske dajatve v obliki kovin, oblačil ali prehranskih izdelkov kot so na primer koruza, pšenica, ribe in kokoši, ter jih nato predali encomenderom.  Encomenderi so namreč imeli stik z encomiendo, a so sami prebivali v mestih, ki so bila utrdba španskega kolonialnega sistema.
Encomienda je služila kot sredstvo s pomočjo katerega se je utrdila španska prevlada nad osvojenim območjem, saj  so indijansko prebivalstvo izkoriščali za prisilno delovno silo, ki je pripomogla k bogastvu španske krone.
Predstavljala pa je tudi način kompenzacije s katerim so bili  poplačani Španci, ki so se izkazali v služenju Kroni.  Poleg tega pa si je s pomočjo tega sistema pa Krona zagotovila  naselitev španskega prebivalstva na novo odkritih ozemljih.
Encomienda je imela tudi vlogo centra obvezne kulturalizacije in evangelizacije. Encomenderosi so indijance namreč razdelili v vasi imenovane “Doctrinas”, kjer so ti morali delati, seznanili pa so jih tudi s krščansko doktrino. 
Encomienda je od leta 1523 naprej v obdobju španske kolonizaciej Amerike in Filipinov veljala za pravico, ki jo je kralj podelil španskemu državljanu. Prejemnik pravice(encomendero) je tako prejel v last encomiendo z namenom da bo v imenu španske krone od indijancev pobiral davke v obliki dela, v naturalijah ali pozneje, v obliki denarja. V zameno za to pa je encomendero moral skrbeti za duhovno in fizično dobrobit indijancev tako, da jim je zagotovil zaščito ter poskrbel za njihovo indoktrinacijo v krščanstvo. Kljub temu je prišlo do mnogih zlorab s strani encomenderov. Sistem se je tako velikokrat spremenil v prisilno delo. Poleg tega pa porazdelitev encomiend ni bila enakomerna med vsemi Španci. Leta 1514 več kot polovica Špancev ni posedovala nobenega indijanca, medtem ko je 11% lastnikov indijancev prejelo kar 44%.

### Zakonodaja proti zlorabam
Vpeljava encomiende je sprožila mnogo zlorab, v nekaterih primerih je vodila celo v neke vrste prikrito suženjstvo. Španski humanisti, med njimi tudi Antonio Montesinos in Bartolomé de las Casas so tovrstno obnašanje obsojali in nanj opozarjali. Fray Matías de Paz je o tej temi razmišljal s krščanskega vidika, pravnik Lopez de Palaci y Rubios pa je k temu dodal še  pravni vidik. Najbolj uspešen je bil v svojih prizadevanjih Bartolome de las Casas, saj ga je upošteval tako kralj Carlos I, kot pozneje kralj Felipe II. 

#### Burgoški zakoni
Leta 1512 je Fray Montesinos s svojimi poročili, ki so se dotikala nekaterih zlorab v prvih encomiendah, dosegel, da so v takojšnjo veljavo stopili Burgoški zakoni. Leto kasneje so zakone razširili; vanje so vključili  natančno definicijo delovnega sistema v encomiendah v skladu s katero so bile pravice indijancev in obveznosti encomenderov sledeče: Encomendadorji so morali delo pravično razdeliti in plačati ter poskrbeti za evangelizacijo svojih  encomendadosov.  Potem, ko se je Španski imperij sekulariziral, so bile te obveznosti zanemarjene, encomienda pa se je spremenila v sistema prisilnega dela indijancev v korist encomenderosov.   . Devetega decembra 1518 se v zakone doda še, da so podrejeni lahko le tisti indijanci, ki nimajo dovolj sredstev, da bi se preživljali sami. V trenutku, ko bi indijanci bili sposobni poskrbeti zase, bi njihova zavezanost encomiendi prenehala veljati. 

#### Novi zakoni
Leta 1527 je bil izdan nov zakon, ki je določil, da se lahko nove encomiende ustvari le če to odobrijo duhovniki, katerim je bila naložena odgovornost, da presodijo ali je določena skupina indijancev sposobna doprinesti k razvoju encomiende ali pa bi bilo to neproduktivno.  
Leta 1547, ko je encomienda obstajala že 50 let, je Carlos I ocenil, da so indijanci dosegli dovolj visoko stopnjo socialnega razvoja, da so vsi indijanci lahko smatrani za podanike Krone tako kot Španci. Iz tega razloga se leta 1542 uveljavijo Novi zakoni, s katerimi: 
- Se določi, da se novih encomiend ne bo dodeljevalo, tiste že obstoječe pa bodo prenehale obstajati, ko bo njihov lastnik umrl.
- So ukinjene encomiende, od katerih so imeli korist člani duhovščine, državni funkcionarji ali osebe brez naslova osvajalca.
- Se znatno omeji količina davkov, ki so jih morali plačevati encomemdados.
- Se dokončno odpravi katerokoli obliko suženjstva, ki je morda še ostala, kot tudi katerokoli drugo obliko prisilnega dela.

Novi podkralji so v Ameriko prispeli z ukazi naj izpolnijo te zakone. Prejšnji zakoni so v Peruju povzročili dva spopada med encomenderosi in tistimi, ki so bili zvesti kralju: prvega pod vodstvom Gonzala Pizzara leta 1544 in drugega leta 1553 pod vodstvom Francisca Hernándeza Gijóna. Istočasno je v podkraljevini Nova Španija podkralj Luis de Velasco y Ruiz de Alarcón osvobodil 15.000 indijancev.
Na žalost se Novi zakoni niso mogli v popolnosti uveljaviti. V peruju so jih namreč uporabili kot izgovor za velik upor, ki ga je vodil Gonzalo Pizzaro, kar je skupaj s pritiskom več močnih skupin vodilo do tega, da je Carlos I razveljavil 30. Člen, ki je določal, da se encomiend ne more podedovati. Kot posledica tega se je sistem na nekaterih območjih ohranil vse do leta 1791. V drugi polovici 16. Stoletja je perujski podkralj Francisco de Toledo se je pri kralju Felipeju II zavzemal za odpravo pravice do dedovanja encomiend, vendar pa se ta zadeva ni razrešila.

## Zaton sistema
Opozarjanje na zlorabe indijancev s strani nekaterih encomenderosov in izbruh tako imenovane demografske katastrofe indijanskega prebivalstva sta povzročila, da je encomienda od konca 17. Stoletja naprej doživljala krizo, čeprav je v nekaterih krajih sistema preživel vse do 18. Stoletja.  Encomiendo je zamenjal sistema odprtega suženjstva, je bil osnovan na tisočih ugrabljenih in ulovljenih afričanov, ki so jih s silo pripeljali v Ameriko v zelo slabem stanju na tako imenovanih “barcos negreros”. 
V Čilu je Ambrosio O'Higgins 19. Februarja 1789 z razglasom odpravil encomiende ko so bile te le še institucija v zatonu. Carlos IV je razglas potrdil leta 1791, ko je bil sistema dokončno odpravljen.
Institucija encomiende je temeljila na tem, da je bila individualnim osebkom dodeljena skupina indijancev. Mestici so bili po zakonu oprošćeni dela v encomiendah zaradi česar je mnogo indijancev skušalo prikriti etnično  ali plemensko identiteto sebe in svoji potomcev. Skušali so se poročiti s posamezniki, ki so pripadali drugi etnični skupini, še posebej s Španci. Na ta način je encomienda močno ošibila  indijansko etničnost in plemensko  indentifikacijo ter tako zmanjšala število potencialnih encomendadosov. Na koncu so torej faktorji kot sta mešanje in naraščajoč upad domorodcev sistema encomiend spremenila v najemniški oz. Veleposestniški sistem.